# David Moores
Pour les articles homonymes, voir Moores.
David Richard Moores (né le 15 mars 1946 à Liverpool et mort le 22 juillet 2022 dans la même ville) est un entrepreneur et dirigeant sportif britannique, ancien chairman (1991-2007) puis président honoraire à vie du Liverpool FC.

## Liverpool FC
David Moores devient président le 18 septembre 1991. Il a acheté 17 850 actions du Liverpool FC ce qui représentait 51 % du club. Son oncle, Sir John Moores, fut président d'Everton, mais pas de Liverpool FC, où il fut seulement un petit actionnaire. John Moores créa Littlewoods et fit de la famille Moores une des plus riches de Grande-Bretagne. Littlewoods fut vendu en 2002 pour 750 millions de livres. La famille gardera ses intérêts dans le club pendant cinquante ans,. En février 2007, David Moores a vendu sa participation dans le club de Liverpool FC aux milliardaires américains George N. Gillett Jr. et Tom Hicks pour un montant de 470 millions de livres - incluant 220 millions de livres pour le nouveau stade, le Stanley Park Stadium.
Avec David Moores comme président, Liverpool a gagné de nombreux trophées, incluant le championnat d'Angleterre et le championnat du monde des clubs. En 2005, Liverpool gagna une cinquième Ligue des champions après avoir battu l'AC Milan en finale. La vente du club aux milliardaires américains rencontra une hostilité considérable des fans de Liverpool.

## Vie privée
David Moores est marié à Marjorie (Marge). Sa première femme, Kathy Anders, mourut dans un accident de voiture en 1977.